# Sorin Group
Die Sorin Group war ein italienischer Konzern im Bereich der Medizintechnik mit Sitz in Mailand.
Die Produktlinien umfassten u. a. Herzklappen, Oxygenatoren, Kardiothorax-Zubehör, Datenüberwachung, Herz-Lungen-Maschinen, Autotransfusionssysteme und Kanülen sowie Blut-Management-Produkte.
Am 26. Februar 2015 gaben Sorin und die US-amerikanische Cyberonics bekannt, eine Fusion unter Gleichen zu planen. Dabei sollen die Cyberonics-Aktionäre 54 Prozent an der neuen Gesellschaft und die bisherigen Sorin-Aktionäre 46 Prozent an der neuen Gesellschaft mit Sitz in Großbritannien halten, die als LivaNova PLC firmieren wird. Der CEO der Sorin Group André-Michel Ballester soll die gleiche Funktion bei der neuen Gesellschaft ausüben, während der CEO von Cyberonics, Dan Moore, den Verwaltungsratsvorsitz (Chairman of the Board) übernehmen wird.

## Geschichte
Sorin ist ein Akronym für Società Ricerche Impianti Nucleari (Gesellschaft für Kernforschung). Es wurde 1956 von Fiat und Montedison gegründet, um in Italien die kommerzielle Nutzung von Kernenergie zu ermöglichen. Zu der Zeit hatte die Gesellschaft noch keine Ambitionen, sich im medizinischen Bereich zu betätigen.
Durch die Verstaatlichung der Energieversorgung in Italien wechselte die Gesellschaft ihren Namen in Sorin Biomedica (Fiat-Gruppe). Der Fokus der Gesellschaft lag jetzt nicht mehr auf der Nuklearforschung, sondern auf Technologieentwicklung in Zusammenhang mit Medizintechnik. Innerhalb von drei Jahren schaffte die Gesellschaft den Wandel in ein sich selbsttragendes, profitables Unternehmen.
Im Jahr 1992 erwarb die Sorin Biomedica, Shiley, die Herz-Kreislauf-Geräte-Abteilung von Pfizer. Mit der Übernahme wurde gleichzeitig Dideco übernommen, damals europäischer Marktführer für die extrakorporale Blutzirkulation und autologe Bluttransfusion. In Deutschland wurde die Stöckert Instrumente in das Unternehmen eingegliedert; heute die Sorin Group Deutschland GmbH.
Im Jahr 1997 veräußerte der Konzern den Bereich Immunodiagnose, da die Entwicklung des Bereichs massive Investitionen in Forschung und Entwicklung benötigt hätte, um mit der technologischen Entwicklung Schritt zu halten. Darüber hinaus waren auch keine Synergien mit der Gruppe kardiovaskulärer Medizintechnik vorhanden, die sich zum Kerngeschäft des Konzerns nach der Shiley-Übernahme entwickelt hatte.
Im Mai 1999 kaufte Sorin Biomedica seinen Hauptkonkurrenten Cobe Cardiovascular (Herzchirurgie), ein Unternehmen in Denver (Vereinigte Staaten). Mit dieser Übernahme war die Sorin Biomedica weltweiter Marktführer im Bereich Herzchirurgie.
Im Mai 2001 erwarb die Gruppe für 140 Mio. Euro Ela Medical von Sanofi. Das Unternehmen mit Produktionsstätten in Paris verstärkte die Position des Konzerns im Bereich Herzrhythmus-Management (Herzschrittmacher und implantierbare Defibrillatoren).
Im April 2002 erwarb die Gruppe Dialinvest, ein französisches Unternehmen, spezialisiert auf die Herstellung von Dialyse-Lösungen.
Im Januar 2003 kaufte die Gruppe CarboMedics Group (Centerpulse), ein US-Hersteller von mechanischen Herzklappen in Austin (Texas).
Im Januar 2004 verkaufte die Snia Gruppe die Anteile an der Sorin Group, die von der Holdinggesellschaft Sorin SpA geleitet wird. Das neue Unternehmen notiert seither an der italienischen Börse.
Am 19. Februar 2013 wurde die Übernahme von Alcard Industria Mecanica aus São Paulo bekannt gegeben. Alcard ist ein Hersteller von Herz-Lungen-Maschinen und Einwegartikeln für den brasilianischen Markt.
2011 betrug der Umsatz der Sorin Group 743 Mio. Euro, die Ausgaben für Forschung und Entwicklung lagen bei knapp 70 Mio. Euro.

## Verwaltungs-, Fertigungs- und Entwicklungsstandorte
Sorin unterhält Fertigungs- und Entwicklungsstandorte in folgenden Ländern:

### Deutschland
Am Standort München werden medizinische Geräte (Herz-Lungen-Maschinen, Autotransfusionssysteme und Hypothermiegeräte) entwickelt und gefertigt. Der heutige Standort wurde am 24. November 2000 neu bezogen. Im Jahr 2014 erfolgte eine Werkserweiterung auf insgesamt 11.000 m².
Die Ursprünge der Sorin Group Deutschland GmbH gehen auf August Stöckert zurück. Das Unternehmen beschäftigte sich ab 1940 mit der Reparatur und Sonderanfertigung chirurgischer Instrumente. Im Jahr 1973 wurde die Entwicklung und Produktion der ersten modularen Herz-Lungen-Maschinen begonnen und die Gründung der „Stöckert Instrumente GmbH & Co. KG“ durch Friedemann Stöckert (1941–2016), dem Sohn August Stöckerts vollzogen. Der Unternehmensstandort befindet sich bis in die 1970er Jahre in der Fürstenstraße 12 in München. Danach findet ein Umzug in die Osterwaldstraße 10 statt. Im Jahr 1980 konnte die Produktpalette durch die Übernahme der Medi-Globe CardioPlast in Ludwigsstadt erweitert werden. Die Struktur des damit geschaffenen Gesamtunternehmens machte es jetzt möglich, neben einem umfangreichen Standardprogramm auch kundenspezifische Produkte anzufertigen. Im Jahr 1983 wurde Stöckert von Shiley Inc. von Pfizer übernommen. Im Jahr 1992 verkaufte Pfizer Stöckert an die Sorin Biomedica S.p.A. Im Jahr 2005 erfolgte die Umfirmierung der Stöckert Instrumente GmbH in die heutige Sorin Group Deutschland GmbH.

### Italien
Der Standort in Saluggia ist der älteste Standort der Sorin Group, da hier 1956 mit der Kernforschung begonnen wurde. Am Standort werden heute Herzklappen und Herzschrittmacher hergestellt.
Am Standort Mirandola werden u. a. Einwegartikel für Autotransfusionssysteme und Oxygenatoren hergestellt. Der Standort ist mit über 700 Mitarbeitern der größte Sorin-Standort. Am 20. und 29. Mai 2012 wurde das Werk von mehreren schweren Erdbeben heimgesucht. Hierbei wurden einige Gebäude stark beschädigt. Es entstand jedoch kein Personenschaden.

### Frankreich
Der Standort Clamart wurde am 10. Juni 2010 neu bezogen. In diesem neuen Komplex mit 9200 m² Nutzfläche befindet sich die Entwicklungsabteilung für Herzschrittmacher. Auf rund 3200 m² ist die Produktion für Herzschrittmacher (Elektronik) untergebracht.

### USA
Am 18. Mai 1999 übernahm die damalige Sorin Biomedica SpA von Gambro AB die Aktivitäten von COBE CV in Denver. In Denver werden Einwegartikel wie Oxygenatoren und Schlauchsets für den amerikanischen Markt gefertigt.
Der Standort in Arvada besteht seit 1964 und beschäftigt 39 Mitarbeiter bei einem Jahresumsatz von 4 Millionen US-Dollar. Wie in Denver war dieses Werk ein früherer Teil der COBE Cardiovascular Inc.

### Kanada
In Burnaby beschäftigt der Konzern rund 250 Mitarbeiter. Das Unternehmen in Kanada wurde im Jahr 1982 gegründet. Vor der Übernahme durch die Sorin Group, firmierte das Unternehmen unter dem Namen CarboMedics. Wie auch am Standort in Saluggia werden hier Herzklappen gefertigt.

### Brasilien
In São Paulo werden Herz-Lungen-Maschinen, Oxygenatoren und Schlauchsets für den südamerikanischen Markt hergestellt.

## Wettbewerbsumfeld
Das Gesamtmarktvolumen im Bereich HLM, Oxygenator und ATS beträgt rund 1,3 Mrd. € (2012).
Im Bereich Herzklappen liegt das Volumen bei ca. 1,1 Mrd. € (2012) und im Bereich Herzschrittmacher bei rund 4 Mrd. € (2012).
| Sparte            | Umsatzvolumen in Mio. € | Marktvolumen in Mio. € | Marktanteil in % | Marktwachstum in % |
| ----------------- | ----------------------- | ---------------------- | ---------------- | ------------------ |
| HLM               | 80                      | 115                    | 70               | 1–2                |
| Oxygenatoren      | 200                     | 500                    | 40               | 3                  |
| ATS               | 62,1                    | 300                    | 20,7             | 1–2                |
| Herzklappen       | 120                     | 1100                   | 10,90            | 3–7                |
| Herzschrittmacher | 278                     | 4000                   | 6,95             | 4–11               |